# Monodelphis brevicaudata
El colicorto patirrojo (Monodelphis brevicaudata) es una especie de zarigüeya de Sudamérica. Habita en zonas de Bolivia, Brasil. Guayana francesa, Guyana, Surinam y Venezuela.

## Comportamiento
Viven en zonas boscosas, aunque no son buenas trepadoras y permanecen en el suelo del bosque. Son animales nocturnos y durante las horas diurnas construyen nidos en troncos secos o árboles. Su dieta se compone de semillas, brotes y frutos, insectos, carroña y algunos roedores pequeños.
Camadas de hasta 14 juveniles nacen en cualquier época del año. No poseen saco para alojar a su cría por lo que los jóvenes se aferran a la piel de la madre y sus pezones y se acomodan en su espalda cuando son algo mayores.